# Gianni Marchand
Gianni Marchand, nascido a 1 de junho de 1990 em Aartrijke, é um ciclista profissional belga membro do conjunto Cibel-Cebon.

## Palmarés
2016
- 1 etapa da Volta a Liège

2017
- 1 etapa da Volta a Liège
- Tríptico das Árdenas, mais 1 etapa

2018
- Paris-Mantes-en-Yvelines[2]
- Flèche du Sud